# Josef Košín z Radostova
Josef Košín z Radostova (14. září 1832 Libenice — 10. listopadu 1911 Praha) byl český advokát a spisovatel. Od mládí sbíral a upravoval lidové pohádky (knižně vyšly pod názvem Národní pohádky r. 1856 a v několika reedicích). Ve vlastní tvorbě se zaměřil na původní pohádky, povídky pro mládež a epigramy. Vzhledem k autorským úpravám a nekritickému přístupu ke zdrojům nemají jeho práce význam pro vědecké studium lidové tvorby; jejich styl je těžkopádný, nepříliš umělecký. V 50. a 60. letech 19. století byl velmi oblíbený, ve 20. století řadu jeho pohádek přepracoval Jiří Horák. Dodnes je známý např. příběh o Bumbrlíčkovi.

## Život
Narodil se 14. září 1832 v obci Libenice u Kolína. Pocházel ze starého vladyckého rodu z Freudenfeldu (Radostova) a tak se i podepisoval, ale jeho rodiče již nebyli zámožní, otec pracoval jako lesník.
Vystudoval gymnázium a pražskou právnickou fakultu a po promoci r. 1860 vstoupil do advokacie. Asi po pěti letech byl nucen se ze zdravotních důvodů právnické praxe vzdát a věnoval se převážně literární činnosti. Trpěl přitom hmotným nedostatkem, pomoc mu poskytovala advokátní komora a spolek Svatobor. Zemřel po dlouhé nemoci 10. listopadu 1911 v Praze, pohřben byl na Olšanech.

## Dílo
K literární tvorbě přivedla Košína náhoda. V říjnu 1854, kdy jako student bydlel na Malé Straně, nemohl jeho spolubydlící Josef Motejlek spát a aby si zlepšil náladu, vyprávěl Košínovi pohádku. Ten si ji zapamatoval, zapsal a pod názvem Jednou ranou devět zabil uveřejnil v Mikovcově Lumíru. Tento první úspěch ho podnítil k další tvorbě. Když přijel na Vánoce 1854 domů (rodina tehdy bydlela ve Veltrubech), nechal si od okolních obyvatel vyprávět pohádky a zapsal i ty, které slýchal v dětství. Ve sbírání pokračoval i poté, co se roku 1856 jeho rodiče přestěhovali do Pardubic. Pohádky, mezi nimiž byl již i Bumbrlíček, publikoval především v časopisech Lumír a několik i jinde (Humoristické listy, Zlaté klasy, Diblík).
Košínovy práce vyšly souhrnně v letech 1856-58 pod názvem Národní pohádky u Jaroslava Pospíšila. Roku 1873 vyšlo u téhož nakladatele druhé, rozšířené vydání; Pospíšil si ale vymínil, že korekturu provede sám, a autor později ke své nelibosti našel ve vydaných sešitech chyby. Teprve třetí vydání z roku 1882 u Alexandra Storcha pokládal Košín za jediné správné. Tato sbírka se stala nejznámějším Košínovým dílem a velmi jej proslavila. Nelze ji však použít jako zdroj pro odborné studium lidové tvorby. Jak sám autor přiznává ve svém životopise, vědeckým zkoumáním lidových pohádek se nezabýval. Vyprávění se snažil zapisovat „věrně“, tj. neměnil děj a nedoplňoval epizody, ale nevěnoval se původu příběhů (řada z nich pocházela z lidového čtení, často přeloženého z němčiny) a mnohokrát je stylisticky upravil, „vyšperkoval“. Nejde tudíž o lidové pohádky, ale o autorské vyprávění na běžné motivy. Pozdější kritika jim vytýkala i těžkopádný, rozvláčný a zcela neumělecký, nikoliv však lidový styl.
Vedle sbírání a upravování lidové tvorby byl rovněž autorem zcela původních prací, zejména pro děti a mládež:
- Epigramy Josefa Košína (1881), sbírka epigramů na téma lásky, krásy a společenských vztahů. Kritika v časopise Ruch pochválila jejich dobrou myšlenku a vtip, měly však podle ní být ještě úsečnější.[10]
- Doba mládí - doba radosti (1886), povídky pro děti
- Šestero lístků mládeži (1887), povídky a pohádky
- Červánky života (1888), povídky pro děti
- Kroky a skoky (1888), povídky pro děti
- Nové pohádky (1888)
- Nejnovější pohádky (1899), z větší části jeho vlastní[8]
- Slunce i mračna (1899), povídky pro děti
- Květy plné i hluché (1900), povídky pro děti
- Pšenice a koukol (1900), povídky pro děti
- Stromky rovné a křivé (1900), povídky pro děti
- Čarodějnou silou (1903), ilustroval Viktor Oliva
- Hned pláč, hned smích (1903), povídky pro děti
- Z Kašpárkovy mošny (1910)

V povídkách se věnuje vztahu rodičů a dětí, ukazuje laskavost při řešení drobných denních problémů, porozumění rodičů v nich napravuje drobné dětské vady.
Košínovy pohádky ve 20. století převyprávěl folklorista Jiří Horák (1884–1975) ve sbírce České pohádky (1944), později znovu vydané jako Čarodějná mošna (1958).

## Ukázky epigramů
Na lásku

Lásko, nikdy nebývají

hlučni tvoji počátkové,

mnoho křiku dělávají

ale tvoji následkové.
Na soudruhy

Pravou upřímností oplýváte

ó vy nerozluční kamarádi,

neb se mnoho — tuze mnoho máte —

ale každý sebe sama — rádi.